# 145 (numero)
Centoquarantacinque (145) è il numero naturale dopo il 144 e prima del 146.

## Proprietà matematiche
- È un numero dispari.
- È un numero composto con i seguenti divisori: 1, 5, 29, 145. Poiché la somma dei suoi divisori (escluso il numero stesso) è 35 < 145, è un numero difettivo.
- È un numero semiprimo.
- È un numero pentagonale e 16-gonale.
- In base 12 è un numero palindromo (101).
- È un numero nontotiente.
- È un numero di Ulam.
- È pari alla somma dei quadrati di 2 numeri consecutivi: 145 = 82 + 92.
- È un numero odioso.
- È parte delle terne pitagoriche (17, 144, 145), (24, 143, 145), (87, 116, 145), (100, 105, 145), (145, 348, 377), (145, 408, 433), (145, 2100, 2105), (145, 10512, 10513).
- È un numero palindromo nel sistema di numerazione posizionale a base 9 (171) e in quello a base 12 (101).
- È un numero quadrato centrato.
- È un numero congruente.
- È un numero di Leyland.

## Astronomia
- 145P/Shoemaker-Levy è una cometa periodica del sistema solare.
- 145 Adeona è un asteroide della fascia principale del sistema solare.
- NGC 145 è una galassia irregolare della costellazione della Balena.

## Astronautica
- Cosmos 145 è un satellite artificiale russo.